# Wilkowo (Koszalin)
Wilkowo (do 1945 niem. Wilhelmshof b. Krettmin) – osiedle w południowo-wschodniej części Koszalina. 

## Historia
Przed 1945 Wilkowo była przysiółkiem pobliskiego Kretomina, po 1945 znalazła się w utworzonej gminie Manowo. Po jej zniesieniu w 1954 włączono ją do gromady Manowo, a od 1973 gminy Manowo). W 1989 Wilkowo zostało włączone w granice Koszalina. Od 1991 na terenie Wilkowa znajduje się Wyższe Seminarium Duchowne Diecezji Koszalińsko-Kołobrzeskiej.